# Lena Forsén
Lena Elisabeth Forsén, tidigare med efternamnen Sjöblom och Söderberg, född 31 mars 1951 i Överjärna församling, idag (2022) i Södertälje kommun, är en svensk tidigare fotomodell.

## Biografi
På 1970-talet bodde Lena Forsén i 8 år i USA och arbetade då som fotomodell, först för smycken i postorderkataloger. Under namnet Lenna Sjöblom presenterades hon november 1972 som Playmate of the Month i tidskriften Playboy. En av bilderna i detta reportage, beskuren vid axlarna, har under namnet Lenna använts som standardtestbild vid utvecklingen av metoder för digital bildbehandling, något som givit Lena Forsén personlig uppmärksamhet i informationsteknologiska media. Hon har därvid tilldelats epitet som "information age madonna" och "first lady of Internet".
Bildens bestående popularitet har gjort att den jämförts i betydelse med Rita Hayworths bild för amerikanska soldater under andra världskriget. Den har också kritiserats som en sexistisk signal om att informationsteknologi inte är ett fält för kvinnor.
Efter fotograferingen för Playboy, som ägde rum i Chicago, flyttade Lena Forsén till Rochester i delstaten New York. Där arbetade hon som fotomodell för Kodak, med bilder dels i kataloger, dels för kalibrering av färgfilm.